# Jimmy Ellis
Jimmy Ellis (Louisville, 24 febbraio 1940 – Louisville, 6 maggio 2014) è stato un pugile statunitense, fu sparring partner e avversario di Muhammad Ali nonché Campione del Mondo WBA dei Pesi massimi (1968-1970).

## Carriera pugilistica
In carriera dal 1961, iniziò a combattere nei pesi medi. Batté Luis Guitierrez, futuro avversario di Nino Benvenuti, ma perse da Rubin Carter e Don Fullmer, anche quest'ultimo avversario prima di Mazzinghi e poi di Benvenuti. Dopo essersi allenato come sparring partner di Muhammad Ali passò nella categoria dei mediomassimi e poi nei pesi massimi, con ottimi risultati. 
Alla fine del 1967 Muhammad Ali fu destituito dalla WBA per il suo rifiuto a partecipare alla guerra del Vietnam. La federazione indisse un torneo per l'attribuzione del titolo. Lo vinse Jimmy Ellis, battendo in finale Jerry Quarry il 27 aprile 1968 e diventando così il nuovo campione del mondo dei massimi per la WBA. Durante gli incontri di eliminazione, Ellis aveva battuto Leotis Martin, futuro vincitore su Sonny Liston e Oscar Bonavena.
Ellis difese vittoriosamente il titolo mondiale WBA battendo ai punti Floyd Patterson il 14 settembre 1968. Nel frattempo fu la Commissione atletica dello Stato di New York ad allestire un match per l'attribuzione del titolo tra Joe Frazier e Buster Mathis nel quale uscì vincitore Frazier. A questo punto anche la WBC dichiarò decaduto Ali e fu allestito un match per l'individuazione unanime del campione del mondo tra Joe Frazier e Jimmy Ellis il 16 febbraio 1970. Dopo essere stato atterrato due volte al quarto round, Ellis preferì abbandonare l'incontro consegnando a Frazier la sua parte di cintura mondiale. 
Il 10 maggio 1971, a Toronto, Ellis batté ai punti il forte canadese George Chuvalo. Affrontò poi Muhammad Ali nel luglio 1971, nel primo match combattuto dal fuoriclasse di Louisville dopo la sua sconfitta contro Frazier nell'"incontro del secolo". Ellis perse per knock-out tecnico alla dodicesima ripresa, all'Astrodome di Houston, di fronte a 31.947 spettatori. In quell'occasione Angelo Dundee, storico allenatore di Ali, era all'angolo di Ellis.
Dopo questo match, Ellis affrontò altri grandi pugili come Earnie Shavers, Ron Lyle, Joe Bugner e nuovamente Joe Frazier, scendendo sempre sconfitto dal ring. Si è ritirato il 6 maggio 1975, dopo aver messo KO Carl Baker con un bilancio di 40 vittorie (24 prima del limite), 12 sconfitte e un pari. Nel 1998 la rivista The Ring lo ha collocato al 42º posto in una propria classifica dei migliori pesi massimi della storia del pugilato.

## Curiosità
Negli anni 80 il mondo della boxe annoverò un secondo Jimmy Ellis, nato nel 1964. Questo pugile, bianco, non aveva alcun legame di parentela col suo collega di colore.